# リー・アレンバーグ
リー・アレンバーグ（Lee Arenberg、1962年7月18日 - ）は、アメリカ合衆国の俳優。

## 出演作品
- カリフォルニケーション シーズン6
- ワンス・アポン・ア・タイム（リロイ／グランピー）
- ザ・ケープ　漆黒のヒーロー
- プッシング・デイジー　～恋するパイメーカー～ シーズン2
- パイレーツ・オブ・カリビアン/ワールド・エンド（ピンテル）
- パイレーツ・オブ・カリビアン/デッドマンズ・チェスト（ピンテル）
- Scrubs〜恋のお騒がせ病棟 シーズン3
- パイレーツ・オブ・カリビアン/呪われた海賊たち（ピンテル）
- チャームド 〜魔女3姉妹〜 シーズン5
- CSI:科学捜査班
- ファサード　狂気の街と殺人者
- ダンジョン＆ドラゴン（エルウッド）
- ふたりの男とひとりの女 シーズン3
- 僕らの幸せ計画進行中
- ER IV　緊急救命室 第4シーズン
- バーストフォース
- 偽装死体
- ハート泥棒